# 盘果木科
盘果木科又名圆唇花科，共有2属5种，全部生长在非洲东部索马里沿海的狭小地带，是当地的特有种。
1981年的克朗奎斯特分类法将其列在马鞭草科中，属于蔷薇目，1998年根据基因亲缘关系分类的APG 分类法认为应该单独分出一个科，分在唇形目中，2003年经过修订的APG II 分类法取消这个科，将其合并到列当科中。